# Algoritmo de Edmonds-Karp
Na Ciência da computação e teoria dos grafos, o Algoritmo de Edmonds-Karp é uma implementação do Algoritmo de Ford-Fulkerson para a resolução do problema de fluxo máximo em uma rede de fluxo. A característica que o distingue é que o caminho de aumento mais curto é usado em cada iteração, o que garante que o calculo vai terminar. Na maioria das implementações, o caminho de aumento mais curto é encontrado usando uma busca em largura, a qual roda em um tempo de {\displaystyle O(VE^{2})}. Isto é assintoticamente mais lento que algoritmo remarcagem-para-frente, o qual roda em {\displaystyle O(V^{3})}, mas é freqüentemente mais rápido para utilização em grafos esparsos. O algoritmo foi publicado pela primeira vez pelo cientista russo Dinic, em 1970, e depois, de forma independente, por Edmonds e Karp que o publicaram em 1972. O algoritmo de Dinic inclui técnicas adicionais para reduzir o tempo para a ordem de {\displaystyle O(V^{2}E)}. 

## Algoritmo
Este algoritmo é idêntico ao Algoritmo de Ford-Fulkerson, exceto que a ordem de busca quando encontra que o caminho de aumento de fluxo definido. O caminho encontrado deve ser o caminho mais curto com capacidade disponível.

## Exemplo de implementação
Implementação Python:
```
def
 edmonds_karp(C, source, sink):
    n = len(C) # 
C is the capacity matrix

    F = [[0] * n for _ in xrange(n)]
    # 
residual capacity from u to v is C[u][v] - F[u][v]

    
while
 True:
        path = bfs(C, F, source, sink)
        
if not
 path:
            
break

        # 
traverse path to find smallest capacity

        u,v = path[0], path[1]
        flow = C[u][v] - F[u][v]
        
for
 i 
in
 xrange(len(path) - 2):
            u,v = path[i+1], path[i+2]
            flow = min(flow, C[u][v] - F[u][v])
        # 
traverse path to update flow

        
for
 i 
in
 range(len(path) - 1):
            u,v = path[i], path[i+1]
            F[u][v] += flow
            F[v][u] -= flow
    
return
 sum([F[source][i] for i in xrange(n)])

def
 bfs(C, F, source, sink):
    P = [-1] * len(C) # 
parent in search tree

    P[source] = source
    queue = [source]
    
while
 queue:
        u = queue.pop(0)
        
for
 v 
in
 xrange(len(C)):
            
if
 C[u][v] - F[u][v] > 0 
and
 P[v] == -1:
                P[v] = u
                queue.append(v)
                
if
 v == sink:
                    path = []
                    
while
 True:
                        path.insert(0, v)
                        if v == source:
                            
break

                        v = P[v]
                    
return
 path
    
return
 None
```

## Exemplo
Dada uma rede de sete nós e capacidade como mostrado abaixo:
No pares {\displaystyle f/c} escritos nos arcos, {\displaystyle f} é o fluxo actual, e {\displaystyle c} é a capacidade. A capacidade residual de {\displaystyle u} para {\displaystyle v} é {\displaystyle c_{f}(u,v)=c(u,v)-f(u,v)}, a capacidade total, menos a vazão que já esta sendo usada. Se o fluxo da rede de {\displaystyle u} para {\displaystyle v} é negativo, isto contribui para capacidade residual.
| Caminho                       | Capacidade | Rede resultante |
| ----------------------------- | --- | --------------- |
| {\displaystyle A,D,E,G}       | {\displaystyle \min(c_{f}(A,D),c_{f}(D,E),c_{f}(E,G))=} {\displaystyle \min(3-0,2-0,1-0)=} {\displaystyle \min(3,2,1)=1}                                                     |                 |
| {\displaystyle A,D,F,G}       | {\displaystyle \min(c_{f}(A,D),c_{f}(D,F),c_{f}(F,G))=} {\displaystyle \min(3-1,6-0,9-0)=} {\displaystyle \min(2,6,9)=2}                                                     |                 |
| {\displaystyle A,B,C,D,F,G}   | {\displaystyle \min(c_{f}(A,B),c_{f}(B,C),c_{f}(C,D),c_{f}(D,F),c_{f}(F,G))=} {\displaystyle \min(3-0,4-0,1-0,6-2,9-2)=} {\displaystyle \min(3,4,1,4,7)=1}                   |                 |
| {\displaystyle A,B,C,E,D,F,G} | {\displaystyle \min(c_{f}(A,B),c_{f}(B,C),c_{f}(C,E),c_{f}(E,D),c_{f}(D,F),c_{f}(F,G))=} {\displaystyle \min(3-1,4-1,2-0,0--1,6-3,9-3)=} {\displaystyle \min(2,3,2,1,3,6)=1} |                 |

Note como o comprimento do caminho aumentante encontrado pelo algoritmo nunca diminui. Os caminhos encontrados são os mais curtos possíveis. O fluxo encontrado é igual a capacidade que cruza o menor corte no grafo separando a fonte e o consumo. Há somente um corte mínimo neste grafo, particionando-se os nodos nos conjuntos {\displaystyle \{A,B,C,E\}} e {\displaystyle \{D,F,G\}}, com a capacidade {\displaystyle c(A,D)+c(C,D)+c(E,G)=3+1+1=5}.